# Vull anar a casa
Vull anar a casa (títol original: I Want to Go Home) és una pel·lícula francesa d'Alain Resnais estrenada l'any 1989.
És l'única pel·lícula, entre totes les realitzades per Alain Resnais des de 1983, en que cap dels seus « actors fetitxes » (Sabine Azéma, Pierre Arditi, André Dussollier) no actua. Ha estat doblada al català.

## Argument
Joey Wellman, habitant de Cleveland, autor d'una tira còmica comic-strip « sindicat » una mica oblidada, Hepp Cat  (només el van publicar en cinquanta diaris, i no en seva ciutat natal), va a França on ha organitzat una exposició sobre el tema dels dibuixos animats. El motiu real és trobar la seva filla Elsie, que estudia des de fa dos anys a París i on fuig de la cultura americana, que avorreix, i del seu pare, qui n'és un producte típic: sorprès que el món sencer no parli anglès, capaç d'emprenyar-se davant un telèfon amb targeta o davant un enigma com la convivència de peces i bitllets de cent francs.
Lena, la companya de Joey (no és la seva esposa, precisa, ni la mare d'Elsie), intenta, malgrat tot, aprofitar la destinació romàntica que suposa París. Elsie no recull el seu pare a l'aeroport, ni va a l'exposició de còmics... El pare i la filla es troben finalment, i s'enfaden. Joey proposa la seva filla d'anar a passar el cap de setmana a la casa de camp d'un brillant intel·lectual parisenc que ha conegut aquell vespre mateix. Elsie no en té cap ganes, però acaba per adonar-se que el destí ha jugat a favor seu: l'intel·lectual en qüestió no és altra que Christian Gauthier, especialista de Flaubert a qui Elsie intenta en va fer llegir la seva tesi.

## Gènesi de la pel·lícula
El film s'ha dirigit en un context prou inhabitual. Primerament, Alain Resnais no estava en la seva millor forma, econòmicament parlant. La majoria dels seus últims films no havien estat molt rendibles exceptuat Mélo, i cap productor no tenia particularment ganes de llançar-se a una aventura cinematogràfica amb ell, exceptuat Marin Karmitz. Karmitz i Resnais es posen d'acord per realitzar un film el tema del qual serien les relacions entre França i els Estats Units. El títol inicial, Falsos amics, hauria hagut de explorar el que els traductors anomenen « falsos amics », de paraules pròximes, de vegades de la mateixa arrel lingüística però amb sentits diferents fins i tot oposats. Resnais, que no és el guionista dels seus films, escull treballar amb Jules Feiffer, un autor famós per les seves peces de teatre (Petits homicidis...) però també per un comic-strip  que ha escrit i dibuixat durant prop de mig segle pel New Yorker , Playboy , Rolling Stone , etc. Feiffer és també l'autor de The Great Comic book heroes (1965), una de les primeres proves serioses sobre els còmics.
Malgrat l'estatus d'autor de còmics i malgrat la passió que aquest medi inspira a Resnais des de sempre, ha establert al principi que el film no parlarà en cap cas de còmics.
Després d'haver explorat diverses pistes (un vell combatent americà que torna al lloc del Desembarcament...), Resnais i Feiffer denuncien la seva bona resolució: l'heroi del seu film serà un autor de còmics. El film es va rodar en anglès, i els dobladors en francès ho han fet amb un accent americà pronunciat.

## Repartiment
- Adolph Green: Joey Wellman
- Ludivine Sagnier: noieta
- Laura Benson: Elsie Wellman
- Linda Lavin: Lena Apthrop
- Gérard Depardieu: Christian Gauthier
- Micheline Presle: Isabelle Gauthier
- John Ashton: Harry Dempsey
- Géraldine Chaplin: Terry Amstrong
- Caroline Sihol: Dora Dempsey
- François-Eric Gendron: Lionel Cohn-Martin
- Georges Fricker: Roxan Darcel
- Lucienne Hamon: Mme Roget
- Anne Teyssèdre: convidat de Christian
- Nicolas Tronc: passatger avió
- Catherine Arditi: fornera
- Françoise Bertin: clienta